# John Barleycorn Must Die
Az 1970-es John Barleycorn Must Die a Traffic negyedik nagylemeze. A Billboard 200 listán az 5. helyig jutott, így az együttes a listákon szereplő legjobb albuma. Amerikában megkapta az arany minősítést. Szerepel az 1001 lemez, amit hallanod kell, mielőtt meghalsz című könyvben.

## Az album dalai
| 1. | Glad          | Steve Winwood        | 6:32 |
| 2. | Freedom Rider | Winwood, Jim Capaldi | 6:20 |
| 3. | Empty Pages   | Winwood, Capaldi     | 4:47 |

| 1. | Stranger To Himself             | Winwood, Capaldi     | 4:02 |
| 2. | John Barleycorn (tradicionális) | hangszerelte Winwood | 6:20 |
| 3. | Every Mother's Son              | Winwood, Capaldi     | 7:05 |

## Közreműködők
- Steve Winwood – ének, hammond orgona, zongora, elektromos zongora, akusztikus és elektromos gitár, basszusgitár, ütőhangszerek,
- Chris Wood – szaxofon, fuvola, ütőhangszerek, hammond orgona
- Jim Capaldi – dob, ütőhangszerek, csörgődob, ének

## Fordítás
Ez a szócikk részben vagy egészben a John Barleycorn Must Die című angol Wikipédia-szócikk ezen változatának fordításán alapul.  Az eredeti cikk szerkesztőit annak laptörténete sorolja fel. Ez a jelzés csupán a megfogalmazás eredetét és a szerzői jogokat jelzi, nem szolgál a cikkben szereplő információk forrásmegjelöléseként.